# Радіаційна фізика
Радіаційна фізика — галузь фізики, яка досліджує фізичні процеси, пов'язані з впливом іонізуючого випромінювання на речовину, зокрема тверді тіла: метали, напівпровідники, діелектрики, органічні матеріали тощо. 
Радіаційна фізика як самостійна галузь науки виникла в зв'язку з необхідністю боротьби зі шкідливим впливом іонізуючого випромінювання на властивості матеріалів і пристроїв, які застосовуються в ядерній техніці, атомній енергетиці (графіт, нержавіючі конструкційні сталі, ядерне пальне тощо), і в освоєнні космічного простору (сонячні батареї, елементи обчислювальних машин, блоків керування тощо). Іонізуючу здатність мають як жорсткі електромагнітні випромінювання (рентгенівські промені, гамма-промені), так і швидкі частинки (протони, електрони, нейтрони тощо), енергія яких перевищує іонізаційний потенціал атомів або молекул речовин (див. Іонізація). Дія іонізуючого випромінювання на тверде тіло призводить до руйнування молекул, збудження електронної підсистеми, зміщення атомів з їхніх положень у кристалічній ґратці, тобто змінює властивості тіла. 
Радіаційна фізика є основою для радіаційного матеріалознавства, що досліджує можливості підвищення стійкості різноманітних матеріалів до дії іонізуючого випромінювання за допомогою ядерного легування, іонного проникнення, лазерного відпалу дефектів (див. Лазер, Дефекти в кристалах). Результати цих досліджень успішно використовують у технології виробництва матеріалів і при створенні пристроїв, які широко застосовуються у різних галузях господарства, зокрема в ядерній енергетиці, космічній та електронній техніці. Досягнення радіаційної фізики сприяють розвиткові радіаційної гідробіології, радіаційної хімії та інших галузей науки. 
Великий внесок у розвиток радіаційної фізики зробили Е. Л. Андронікашвілі (1910), С. Т. Конобєєвський (1890—1970), І. М. Ліфшиць та інші. Дослідження у галузі радіаційної фізики проводяться у багатьох наукових центрах нашої країни, зокрема в Інституті фізики НАН України, Інституті ядерних досліджень, Харківському фізико-технічному інституті.

## Взаємодія високоенергетичних частинок з речовиною
Взаємодія високоенергетичних частинок з речовиною та характер радіаційних пошкоджень, які вони викликають, залежить від того, чи є частинка зарядженою. 
Заряджені частинки, електрони та іони, зокрема протони й альфа-частинки, взаємодіють із речовиною сильно, втрачаючи енергію на іонізацію речовини впродовж всього пробігу. Взаємодія тим сильніша, чим менша енергія зарядженої частинки, тому особливо великі пошкодження виникають на кінці пробігу, утворюючи так званий Бреґґівський пік. Існує глибина проникнення, далі за яку частинки не пробігають. Крім електромагнітної взаємодії існує також можливість прямого зіткнення частинки з ядрами атомів речовини, але з огляду на малий розмір ядра в порівнянні з розміром атома, такі процеси менш імовірні, й основним механізмом енергетичних втрат є електромагнітний, тобто взаємодія зарядженої частинки із електронами речовини. При прямому зіткненні ядер можуть відбуватися ядерні реакції, що викликають трансмутації, однак здебільшого відбувається розсіяння зарядженої частинки на ядрі атома й передача йому частини енергії. Передана енергія може бути доволі значною, і тоді виникають каскади зіткнень — ядро атома, з яким відбулося зіткнення, рухається водночас із початковою частинкою, і обидві швидкі частинки можуть породити нові.
Незаряджені частинки, фотони й нейтрони, взаємодіють із речовиною слабо й проникають на велику глибину. Фотони взаємодіють через електромагнітне поле з електронною підсистемою атомів, і ця взаємодія у випадку рентгенівських променів та гамма-квантів незначна. Електромагнітна складова взаємодії нейтрона з речовиною невелика, оскільки зумовлена тільки незначним магнітним диполем частинки, тож основним каналом розсіяння нейтронів є прямі зіткнення з ядрами. Нейтрони теж можуть викликати трансмутації, або ж вибити ядро атома з його місця, передавши йому значну енергію та іонізуючи його. Тому основні радіаційні пошкодження при опроміненні як високоенергетичними фотонами, так і нейтронами, зумовлені взаємодією з речовиною зарядженого вибитого ядра. Незаряджені частинки не мають характерної глибини проникнення, ймовірність виникнення радіаційного пошкодження спадає в глибину речовини експоненційно.

## Іонізація
Іонізація є первинним ефектом при взаємодії з речовиною заряджених частинок, і вторинним у випадку взаємодії з незарядженими частинками. Її використовують для детектування частинок. Існування іонів у речовині нетривале, здебільшого вони швидко рекомбінують з електронами. Однак, іонізація є важливим фактором при опроміненні живої тканини, оскільки порушує хімічну рівновагу в ній, утворюючи невластиві для тканини аніони й катіони й викликаючи небажані хімічні реакції.

## Радіаційні дефекти
Радіаційні дефекти утворюються в твердому тілі при зміщенні атомів із своїх положень. Вони живуть довго, накопичуються і призводять до модифікації властивостей матеріалу. Найпростіші дефекти в твердих тілах виникають, коли атом вибивається з вузла кристалічної ґратки. При цьому виникають одразу два дефекти: вакансія, тобто незаповнений вузол кристалічної ґратки, та міжвузловий атом.  Разом вони складають пару Френкеля. Прості дефекти можуть утворювати складніші: дивакансії, тривакансії, кластери, а разом із домішковими атомами — вакансійні та міжвузлові комплекси. Дифундуючи, первинні точкові радіаційні дефекти можуть захоплюватися стоками, найважливішими з яких є поверхня, границі зерен, дислокації. Одним із наслідків інтенсивного радіаційного опромінення іонами або нейтронами, яке характерне для конструкційних матеріалів ядерних реакторів, можуть виникати вакансійні або газонаповнені пори. Виникнення пор супроводжується збільшенням розміру опроміненого зразка, яке називають радіаційним розпуханням.

## Модифікація фізичних властивостей матеріалів опроміненням
Опромінення впливає на різноманітні властивості матеріалів, зокрема на механічні властивості, електропровідність, оптичні властивості. 
Опромінення діелектриків й напівпровідників зазвичай призводить до зменшення їхнього опору за рахунок виникнення дефектів та областей розупорядкування, які можуть бути пастками для носіїв заряду й створювати домішкові рівні. Внаслідок опромінення, елементи електронних схем можуть деградувати. 
Опромінення зазвичай призводить до збільшення міцності матеріалів, і водночас зменшення їхньої пластичності. Це називають радіаційним зміцненням та радіаційним окрихчуванням, відповідно. Особливого значення ці явища набувають для конструктивних матеріалів ядерних реакторів, що перебувають під інтенсивним постійним нейтронним опроміненням.

## Поняття
Інтенсивність опромінення характеризують характеризують потоком частинок. Інтеграл від потоку частинок від часу називають флюенсом. Флюенс є однією з характеристик дози опромінення, однак у його визначенні не закладено власне дію опромінення на речовину. Тому при вивченні радіаційних пошкоджень частіше використовують поняття кількості зміщень на атом, яке визначає скільки разів кожен із атомів речовини змістився зі свого положення впродовж опромінювання.